# Cham (baile)

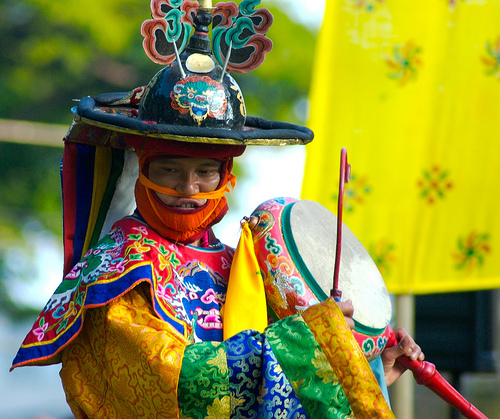
"Danza del sombrero negro" (Shana Ngancham,), ejecutada en el Museo de Arte de Honolulu.

Cham (en tibetano: འཆམ་, Wylie: 'cham; en chino: 跳欠; pinyin: tiàoqiàn), es una animada danza ejecutada con máscaras y disfraces, asociada con algunas sectas del budismo tibetano y festivales budistas. El baile es acompañado de música tocada por monjes usando instrumentos musicales tradicionales del Tíbet. Las danzas generalmente ofrecen instrucciones morales relacionadas con la compasión hacia los seres sensibles y se hacen para darle mérito ("puṇya", un poder que se acumula como resultado de buenas acciones, actos o pensamientos) a todos quienes lo presencian.
Estos bailes son considerados como una forma de meditación y una ofrenda a los dioses. El líder del cham es típicamente un músico, quien mantiene el compás usando algún instrumento de percusión como platillos, siendo la única excepción el dramyin cham, donde el compás se mantiene usando un dramyin, una especie de laúd de siete cuerdas.

## Contenido
Los chams generalmente representan incidentes de la vida de Padmasambhava, fundador de la escuela tibetana de budismo Nyingma del siglo IX, y de otros santos.
El gran debate del Concilio de Lhasa entre los dos principales debatientes o dialécticos, Moheyan y Kamalaśīla (representando a escuelas budistas chinas e indias, respectivamente), es narrado y representado en un tipo específico de cham que se efectúa anualmente en el monasterio Kumbum en Qinghai.

## Presencia

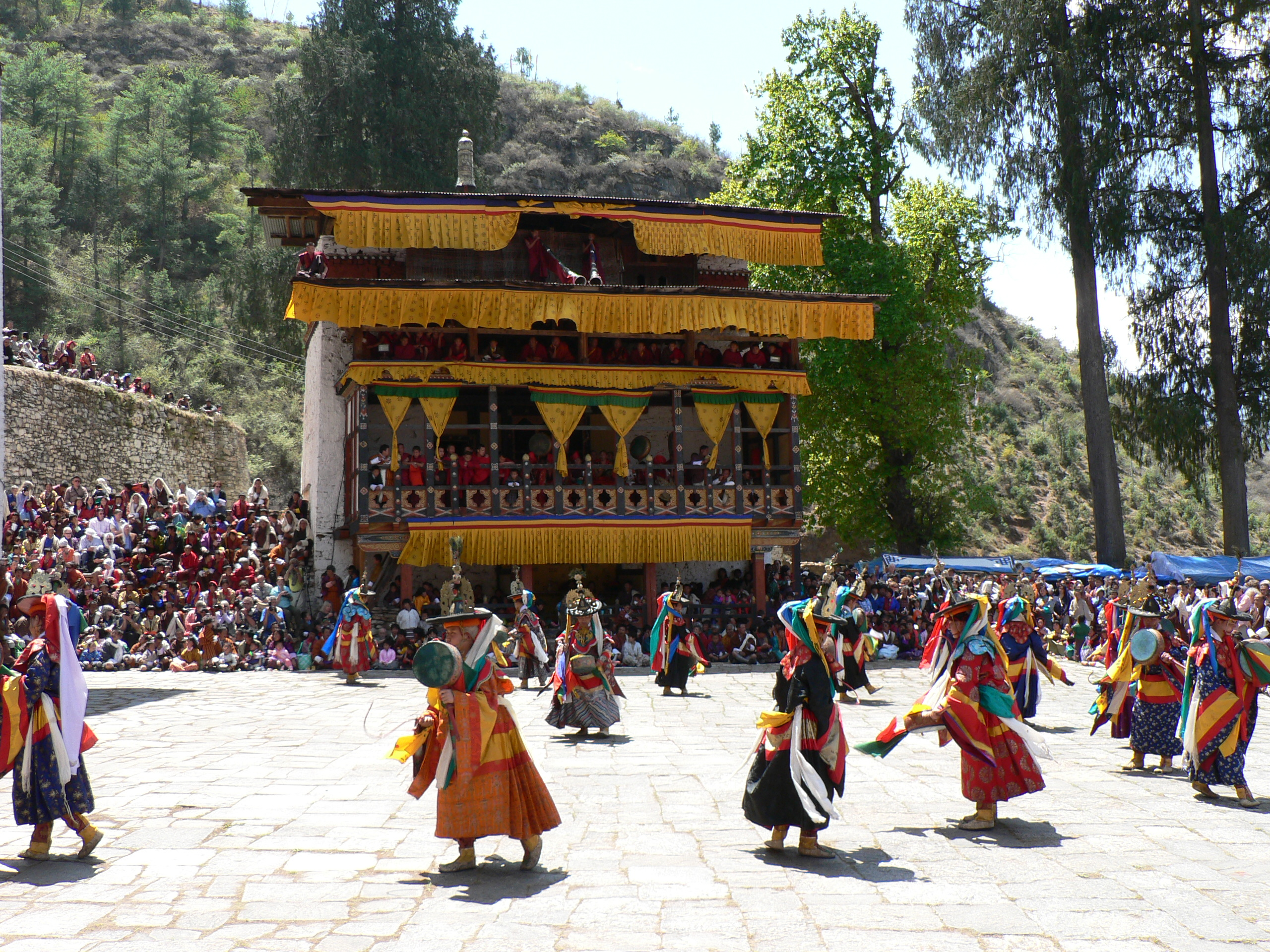
Cham durante un tsechu en Paro (Bután).

En Bután, las danzas son llevadas a cabo durante un festival religioso anual conocido como Tsechu, el que se realiza en cada distrito del país. El cham es bailado por monjes y aldeanos. La Real Academia de Artes de la Representación, dependiente del Ministerio del Interior y de Asuntos Culturales de Bután, es el principal organismo encargado de la preservación del baile.
Los tibetanos usualmente bailan cham frente a grandes audiencias durante el Festival de la Gran Oración.
En India, el baile se efectúa en Sikkim, Dharamsala y Ladakh durante festivales religiosos y culturales.